# Estação Joaquín Balaguer
A Estação Joaquín Balaguer é uma das estações do Metrô de Santo Domingo, situada em Santo Domingo, entre a Estação Casandra Damirón e a Estação Amín Abel. Administrada pela Oficina para el Reordenamiento del Transporte (OPRET), faz parte da Linha 1.
Foi inaugurada em 30 de janeiro de 2009. Localiza-se no cruzamento da Avenida Máximo Gómez com a Rua Juan Sánchez Ramírez.